# Clausius–Clapeyron-ekvationen
Clausius–Clapeyron-ekvationen är en ekvation inom termodynamiken som beskriver sambandet mellan tryck och temperatur vid en fasövergång, exempelvis hur kokpunkten för en vätska ändras som funktion av trycket.

## Ekvationen
Uttryckt med nutida termodynamisk terminologi och molära storheter lyder ekvationen som följer, tillämpad på förångning av en vätska:
{\displaystyle {\frac {\mathrm {d} p}{\mathrm {d} T}}={\frac {\Delta H_{\mathrm {m,v} }}{\Delta V_{\mathrm {m,v} }\cdot T}}}
där
- {\displaystyle p} är trycket
- {\displaystyle T} är temperaturen i kelvin
- {\displaystyle \Delta H_{\mathrm {m,v} }} är ångbildningsentalpin per mol ({\displaystyle \mathrm {m} } betecknar en molär storhet och {\displaystyle \mathrm {v} } står för ångbildning (vaporization))
- {\displaystyle \Delta V_{\mathrm {m,v} }=V_{\mathrm {m(g)} }-V_{\mathrm {m(l)} }} är förändringen av volym per mol mellan vätskefas ({\displaystyle \mathrm {l} }) och gasfas ({\displaystyle \mathrm {g} }).

Mer generellt för en fasövergång från fas 1 till fas 2 lyder ekvationen:
{\displaystyle {\frac {\mathrm {d} p}{\mathrm {d} T}}={\frac {\Delta H_{\mathrm {12} }}{\Delta V_{\mathrm {12} }\cdot T}}}
där
- {\displaystyle \Delta H_{\mathrm {12} }} är omvandlingsentalpin vid övergång från fas 1 till 2
- {\displaystyle \Delta V_{\mathrm {12} }=V_{\mathrm {2} }-V_{\mathrm {1} }} är volymförändringen vid övergång från fas 1 till 2.

## Approximation för en ideal gas
I fallet med en ideal gas används en approximativ formulering av ekvationen som lyder
{\displaystyle {\frac {1}{p}}\,\mathrm {d} p={\frac {\Delta H_{\mathrm {m,v} }}{R\cdot T^{2}}}\,\mathrm {d} T}
där {\displaystyle R} är allmänna gaskonstanten med värdet 8,314462 J·K-1·mol-1
Härledning:
I de flesta fall är molvolymen för gasfasen betydligt större än för vätskefasen:
{\displaystyle V_{\mathrm {m(g)} }\gg V_{\mathrm {m(fl)} },}
och därför kan volymskillnaden {\displaystyle \Delta V_{\mathrm {m,v} }} approximeras med gasens molära volym {\displaystyle V_{\mathrm {m(g)} }} :
{\displaystyle \Rightarrow \Delta V_{\mathrm {m,v} }\approx V_{\mathrm {m(g)} }.}
Slutligen gäller för en ideal gas följande samband enligt ideala gaslagen:
{\displaystyle V_{\mathrm {m(g)} }={\frac {RT}{p}}.}

## Integrerad form
Ekvationen kan skrivas på integrerad form, förutsatt att ombildningsentalpin är approximativt konstant över det temperaturintervall ({\displaystyle T_{1}} till {\displaystyle T_{2}}) som beräkningen gäller. Då bir
{\displaystyle \ln {\frac {p_{2}}{p_{1}}}={\frac {\Delta H_{\mathrm {12} }}{R}}\cdot \left({\frac {1}{T_{1}}}-{\frac {1}{T_{2}}}\right)}

## Exempel

### Fasövergång frånvattentillis
Vid atmosfärstryck inträffar denna fasövergång vid temperaturen T = 273,15 K (0 °C). Smältvärmet eller omvandlingsentalpin är ΔH = 334 kJ·kg-1.
Is vid 273,15 K har densiteten 916,7 kg·m-3 och flytande vatten 999,84 kg·m-3. Detta ger fasernas volymskillnad ΔV = 1,00016·10-3 [m3·kg-1, vätskefas] – 1,09087·10-3 [m3·kg-1, fast fas] = -0,0907·10-3 m3·kg-1.
Clausius-Claperons ekvation ger därmed
{\displaystyle {\frac {{\mbox{d}}p}{{\mbox{d}}T}}={\frac {334\cdot 10^{3}}{273,15\cdot 0,0907\cdot 10^{-3}}}=-13,48{\mbox{ MPa/}}{\mbox{K}}=-134,8{\mbox{ bar/}}{\mbox{K}}.}
Det innebär att smältpunkten för vatten under ett tryck motsvarande 1000 bar förskjuts med -1000/134,8 = -7,4 K jämfört med atmosfärstryck. Detta är en orsak till att tunga glaciärisar kan röra sig eftersom isen utövar stort tryck på underliggande delar och isen i botten kan härvid övergå till vätskeform. För att detta ska kunna ske måste samtidigt på något vis smätvärmet tillföras.

### Fasövergång från vatten till ånga
Vid atmosfärstryck (101 325 Pa = 1,013 bar) inträffar denna fasövergång vid temperaturen T = 373,15 K (100 °C). Ångbildningsvärmet (heat of vaporization) eller omvandlingsentalpin vid denna temperatur är ΔHvap = 2256 kJ·kg-1. Vad blir ångtrycket vid 110 °C?
För detta fall kan den integrerade ekvationen utnyttjas och vid mindre temperatur-/tryckändringar kan ΔH antas vara konstant (och integrationen baserades ju också på detta antagande).
Clausius-Clapeyrons ekvation ger därmed
{\displaystyle \ln {\frac {p_{2}}{101325}}={\frac {2256*18}{8,314}}\cdot \left({\frac {1}{373,15}}-{\frac {1}{383,15}}\right)}
vilket ger p2 = 142 595 Pa = 1,426 bar. Det verkliga ångtrycket för mättad ånga vid 110 °C är 1,434 bar och skillnaden mot det beräknade värdet beror på att ångbildningsvärmet ΔHvap inte är konstant utan minskar något med ökande temperatur. Clausius-Clapeyrons ekvation i denna form måste därför användas med viss försiktighet då man gör jämförelser över större temperaturområden.

## Historik
Clausius-Clapeyron-ekvationen formulerades 1834 av Émile Clapeyron och härleddes senare av Rudolf Clausius från termodynamikens teorier.